# 长孙真
长孙真（？—450年），代人，北魏官员。

## 生平
长孙真年少时因为父亲长孙石洛而任子为中散，跟随征讨平凉，以军功获赐爵临城子，出任员外散骑侍郎、广武将军，袭父爵临淮公，降为建义将军、临淮侯。长孙真又升任司卫监，跟随魏太武帝讨伐盖吴，升任殿中尚书，加散骑常侍。太平真君十一年（450年），长孙真跟随魏太武帝讨伐刘宋。十月癸亥（450年11月26日），魏太武帝诏令殿中尚书长孙真率领五千骑兵从石济渡过黄河，防备刘宋宁朔将军王玄谟逃走。击败王玄谟后，魏太武帝命令各位将军分兵同时前进，派遣永昌王拓跋仁从洛阳向寿阳进军，尚书长孙真向马头进军，楚王拓跋建向钟离进军，高凉王拓跋那从青州向下邳进军，魏太武帝自己从东平向邹山进军。长孙真抵达长江，进爵为南康公，加冠军将军。太平真君十一年（450年）春，魏太武帝亲自率领大军围攻汝南，宋文帝刘义隆派遣南平内史臧质率领军队救援，安蛮司马刘康祖为前锋，宋军到达新蔡后与魏军交战，魏军大败，长孙真被斩首。

## 其他
武汉大学历史系教授姚薇元认为，《宋书·卷五十·列传第十》中的“殿中尚书任城公乞地真”就是长孙真，乞地真是长孙真的原名，长孙原姓拔拔，其姓名原为拔拔乞地真，《宋书》略其姓，而《魏书》撰写时其姓名已经改易。

## 家庭

### 祖父
- 长孙亦干，北魏广平郡太守

### 父亲
- 长孙石洛，北魏宁西将军、乐部尚书、临淮简公

### 子女
- 长孙吴儿，北魏中散、武川镇将、南康公
- 长孙突，北魏朔州长史